# Scolanthus triangulus
Scolanthus triangulus is een zeeanemonensoort uit de familie van de Edwardsiidae. De wetenschappelijke naam van de soort is voor het eerst geldig gepubliceerd in 2008 door Daly & Ljubenkov.